# Portrét Církve československé husitské
Portrét Církve československé husitské (CČSH) je pojednání o Československé církvi husitské, jejímž autorem je prof. ThDr. Milan Salajka a vydalo jej v roce 2007 nakladatelství Blahoslav za přispění náboženské obce Církve československé husitské v Praze 1-Staré Město. Tato publikace s předmluvou patriarchy ThDr. Tomáše Butty seznamuje čtenáře v sedmi kapitolách se všemi důležitými aspekty života církve, která existuje již více než devadesát let. Publikace obsahuje rovněž bohatý obrazový materiál s řadou cenných ilustračních fotografií.

## Obsah
- Kapitola 1 – Církev československá husitská viděná zvenčí
- Kapitola 2 – Pohled dovnitř této církve
- Kapitola 3 – Duchovní směřování CČSH – její krédo, věrouka, zbožnost
- Kapitola 4 – Řády a organizace Církve československé husitské
- Kapitola 5 – Dějinná cesta CČSH
- Kapitola 6 – Malá statistika a informativní adresář (úřadů a institucí)
- Kapitola 7 – Schematismus – aktuální soupis náboženských obcí CČSH

## Charakteristika publikace
V úvodních dvou oddílech autor shrnuje charakteristické atributy církevního života CČSH. K vnějším patří zvláště náboženské obce jako základní společenství církve, bohoslužebná místa (chrámy, kostely, sbory, modlitebny) s jejich vnitřním uspořádáním a integrálními složkami (pracovny duchovní správy, kanceláře Rad starších, spisovny, archivy, prostory pro skupinovou duchovní péči, vyučování dětí, setkávání mládeže, nácvik sborového zpěvu a v některých větších stavbách nebo v jejich areálech i vlastní kolumbária, sloužící k ukládání pohřebních uren). Pozornost je věnována rovněž duchovenskému sboru vykonávajícímu funkce farářskou, jáhenskou, kazatelskou, pastoračně asistentskou (muži či ženami), specifice jejich oblékání při bohoslužbách a svátostech, unikátnímu grafickému znaku a vývoji současného názvu církve.
Vnitřní chod církevního života přibližuje čtenáři především podrobný popis bohoslužeb a dalších obřadů této církve. Jde zejména o vysluhování sedmera svátostí, organizaci příležitostných pobožností, modlitebních setkání, biblických hodin a řady dalších aktivit spojených s křesťanskou výchovou dětí a mládeže, katechetického vzdělávání čekatelů na křest nebo snoubenců před oddavkami, pořádání přednášek, besed, koncertů duchovní hudby a výstav. Významnou roli v životě církve mají interní skupiny zvané sbory služby a celocírkevní diakonické struktury, které svou charitativní činnost zaměřují na pomoc potřebným v náboženské obci i v rámci společenském. CČSH je členkou Ekumenické rady církví v ČR, Konference evropských církví (CEC) a Světové rady církví (WCC).
V návaznosti na obě úvodní části upřesňují další dvě kapitoly v historických souvislostech jednak základy věrouky CČSH od jejího vzniku až do současnosti, dále pak organizační struktury církve podle Ústavy v novelizovaném znění z let 2005-2006 a Organizačního řádu Církve československé husitské.
Více než devadesátiletá historie církve je v 5. kapitole přehledně seřazena podle klíčových let a dějinných událostí, které často přesahovaly rámec vnitrocírkevního vývoje. Jestliže počáteční období 1920–1938 bylo především poznamenáno vznikem (1920) a formováním nové církve v demokratických podmínkách meziválečné Československé republiky, pak v dějinných periodách 1939–1945 (nacistická okupace) a 1948–1989 (totalitní režim pod hegemonií KSČ) došlo ke specificky odlišným represivním zásahům nejen proti občanstvu, ale také proti církevním strukturám jako celku. Epocha 1989– současnost přinesla nové možnosti pro další rozvoj vnitrocírkevního i ekumenického života a zapojení CČSH do celospolečenských procesů.
Publikace v 6. kapitole přináší řadu zajímavých dat o měnících se počtech členů CČSH, náboženských obcí i sborů a církevních pracovníků, v jejichž řadách jsou dnes výrazně zastoupeny ženy. Důležitým zdrojem pro sledování zakládání a proměn náboženských obcí i jejich opatřování duchovní správou jsou pro léta 1920 až 1932 Schematismus československé církve (uspořádal František Pokorný), Praha 1933 a Proces ustavování a duchovní správy náboženských obcí Církve československé husitské 1920 – 2000 (autor Milan Salajka), Praha 2003.
Každoročně je uveřejňován abecedně seřazený přehled náboženských obcí s adresami a dalšími užitečnými údaji v publikaci Blahoslav – Kalendář Církve československé husitské.